# نابینا (فیلم ۲۰۱۴)
نابینا (به انگلیسی: Blind) یک فیلم درام نروژی به کارگردانی اسکیل وگت محصول سال ۲۰۱۴ است.

## داستان
«اینگرید» که به تازگی بینایی خود را از دست داده، به خانه، تنها جائی که در کنار همسر و افکارش آرامش دارد پناه می‌برد. اما مشکلات واقعی خود به سراغش آمده و…